# پوآچا

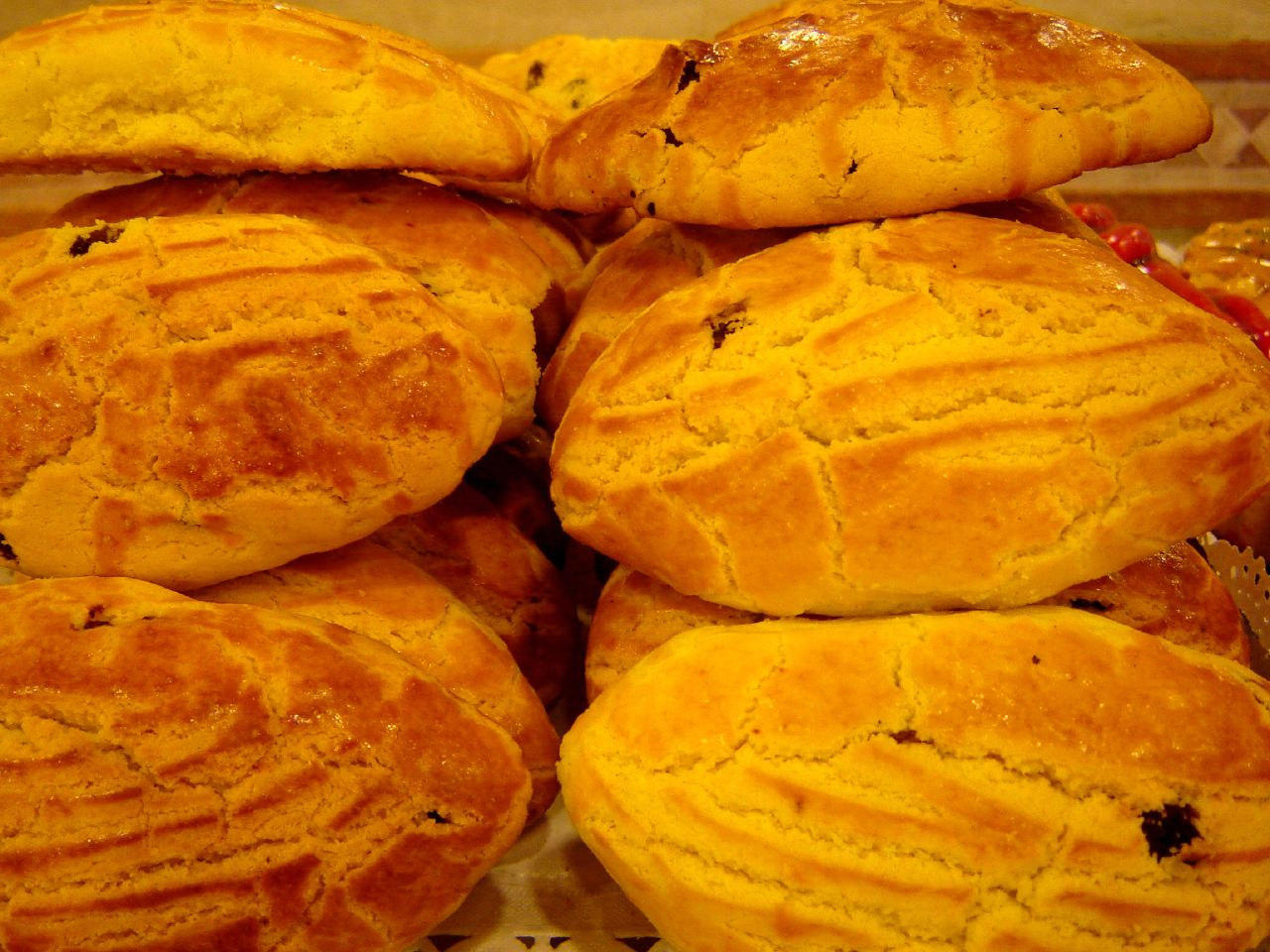
نان پوآچا

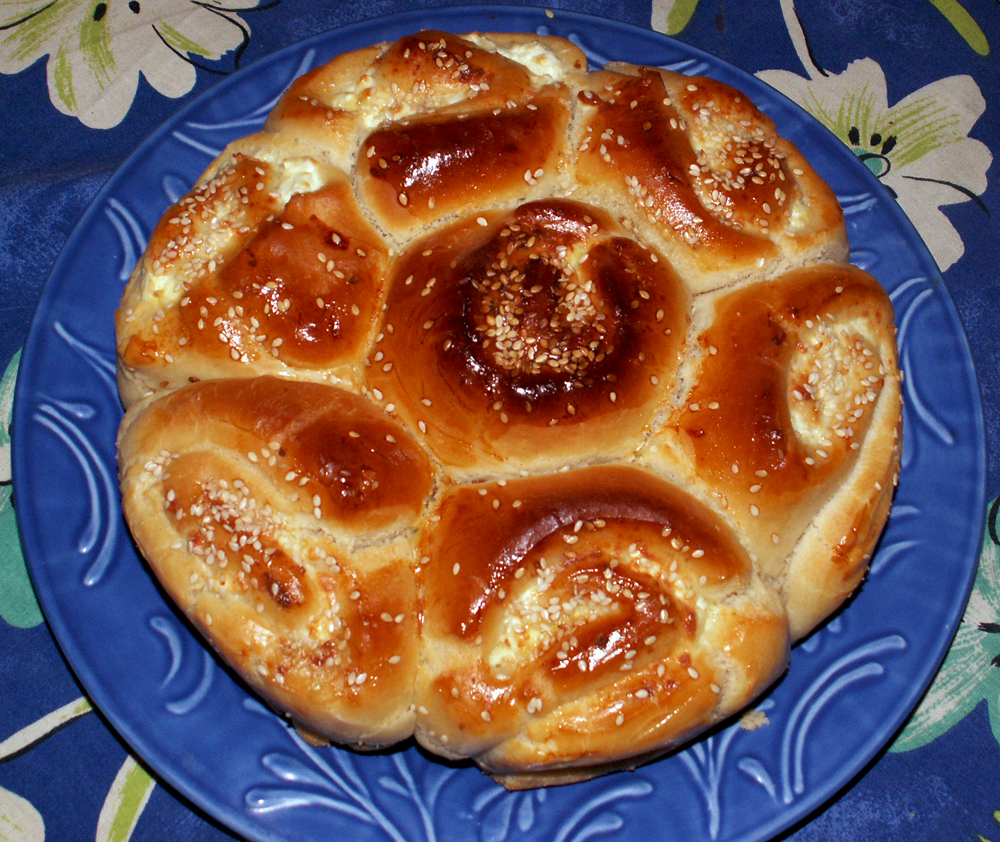
پوآچا (بلغارستان)

پوآچا یا پوغاچا نوعی پیراشکی است که در انواع مختلفی در بوسنی و هرزگوین، بلغارستان، کرواسی، اسلونی، مقدونیه، صربستان، مونته‌نگرو، مجارستان، یونان (Μπουγάτσα)، ترکیه پخته و خورده می‌شود و در اتریش نیز pogatschen خوانده می‌شود. گاهی داغ به‌عنوان پیش‌غذا و به جای نان سرو می‌شود. پوآچای داغ با پنیر فتا یک غذای مخصوص خوش‌مزه در ترکیه و بلغارستان است.

## پوآچای توپی ترکیه‌ای
خمیر پوآچای توپی ترکیه را با آرد، تخم‌مرغ، روغن و ماست تهیه می‌کنند. مواد از پیش آماده شده را داخل خمیر قرار می‌دهند و آن را به شکل توپ‌های کوچک درمی‌آورند و در فر می‌پزند.
برای مواد داخل پوآچای توپی بسته به ذائقه می‌توان مثلاً از گوشت چرخ‌کرده با فلفل دلمه یا سوسیس و پنیر پیتزا یا ترکیبات غیرگوشتی مثل پوره سیب‌زمینی پخته‌شده همراه جعفری یا هر ترکیب مناسب دیگر استفاده کرد.